# Eremophila parvifolia
Eremophila parvifolia là một loài thực vật có hoa trong họ Huyền sâm. Loài này được J.M.Black mô tả khoa học đầu tiên năm 1928.